# Black Widow (film 2005)
Black Widow (Before It Had a Name) è un film del 2005 diretto da Giada Colagrande.

## Trama
Eleonora, una ricercatrice italiana, eredita dal compagno morto una casa nei boschi e intreccia un rapporto passionale con Leslie, il custode.

## Produzione
Il film è stato girato nel marzo 2005 nella casa di Willem Dafoe a New Paltz, nello stato di New York. Dafoe e la regista Giada Colagrande si sono sposati durante una pausa delle riprese, con Martin Scorsese come testimone di nozze.

## Distribuzione
Il film è stato presentato in anteprima il 10 settembre 2005 alle Giornate degli autori della 62ª Mostra internazionale d'arte cinematografica di Venezia. È stato distribuito in Italia direttamente in home video da Cecchi Gori Home Video a partire dall'8 maggio 2006.

## Accoglienza

### Critica
Deborah Young di Variety lo definisce: «un dramma nato morto [...] infarcito di scene di sesso ridicole, la [cui] sceneggiatura rabberciata e i dialoghi robotici demoliscono persino una garanzia come Dafoe [...] e finisce per essere solo motivo di imbarazzo per tutte le parti in causa».
Recensendo il film per Gli Spietati, Luca Pacilio scrive: «pretenzioso e spocchiosetto, l'erotismo glaciale e intellettualoide [...] complice un'interpretazione strani(a)ta dei protagonisti, rovina quasi subito in fiera del ridicolo involontario, tra dialoghi pedestri e scene vagamente scult», mentre per il suo collega Luca Baroncini «la sensazione costante, o forse la speranza, è che la regista si prenda gioco con sottile calcolo dei personaggi e dello spettatore in una sorta di farsa bislacca. Come spiegare altrimenti [...] le caricature (Defoe [sic] che finito di mangiare si picchia la pancia o che sculetta al ritmo di musica sotto al caminetto) e la piattezza, narrativa e visiva, in cui il racconto stagna? Il problema è che [...] alla fine, nonostante un divertimento canzonatorio si faccia largo nello spettatore a causa della grammatica sbagliata del cinema, dell'interpretazione monofaccia e gracchiante della protagonista e della presenza docile di Defoe [sic] in questo pasticcio, è un profondo imbarazzo ad avere il sopravvento. Da non perdere, comunque, per gli amanti del trash».